# Ernstthal (Lauscha)

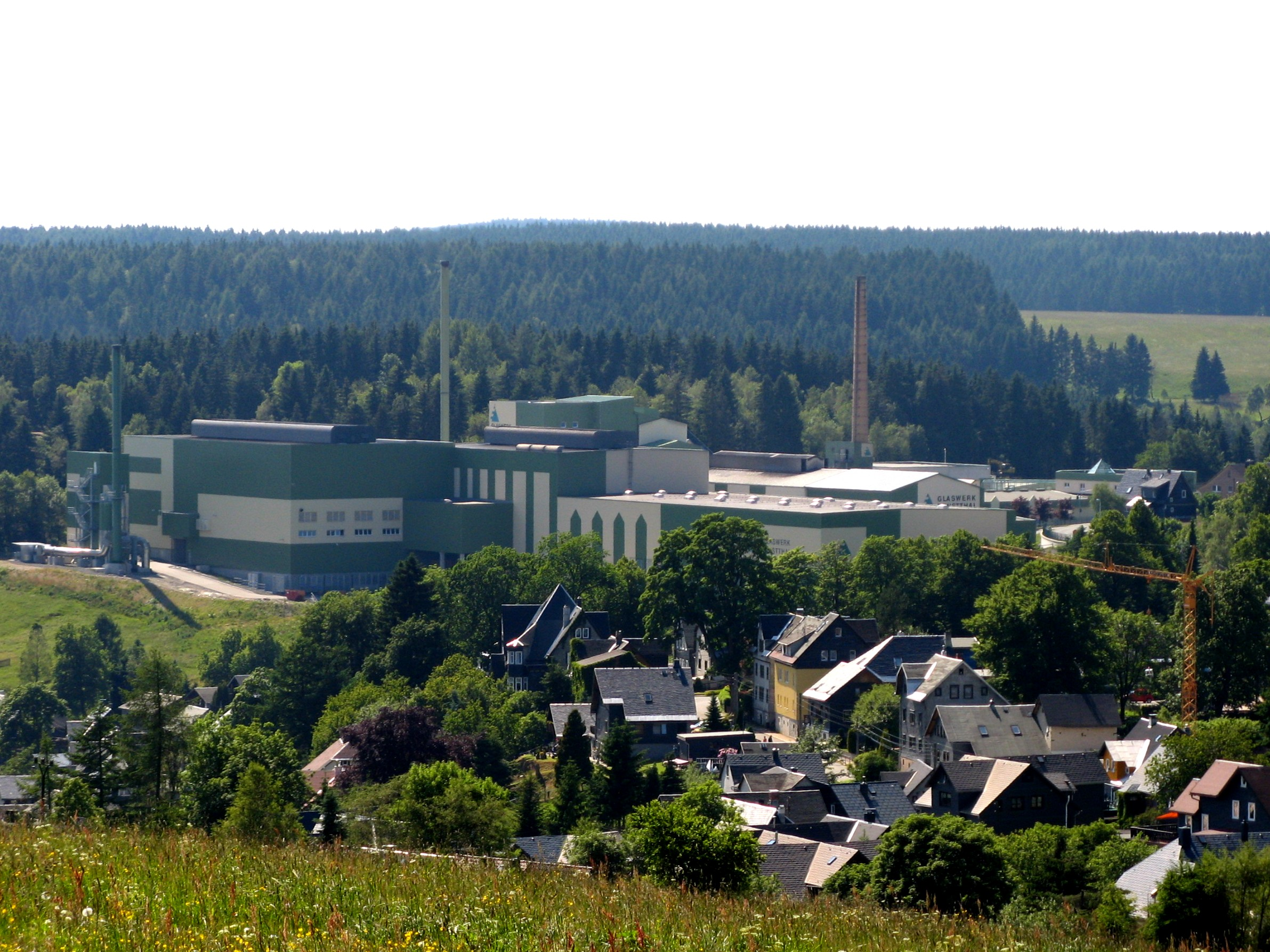
Glaswerk Ernstthal

Ernstthal ist ein unmittelbar am Rennsteig gelegener Ortsteil der Glasbläserstadt Lauscha im thüringischen Landkreis Sonneberg mit ungefähr 950 Einwohnern.

## Lage
Ernstthal liegt im Thüringer Schiefergebirge am Rennsteig zwischen den Städten Sonneberg, Ilmenau und Saalfeld. Es ist ein Ortsteil an der bewaldeten Thüringer Kammlage mit 770 Meter über NN. Er befindet sich an der Südabdachung des Gebirges. Die Landesstraße 1149 und die Kreisstraße 35 erfassen den höhergelegenen Ortsteil mit den in den Tälern liegenden Zentren.

## Geschichte
Ernstthal geht auf eine 1707 von den fünf Lauschaer Glasmeistern Hans und Nicol Müller, Hans Georg Böhm und Christoph und Jakob Greiner gegründete Glashütte zurück. Der damalige Landesherr Herzog Johann Ernst von Sachsen-Saalfeld erteilte am 7. März 1707 die Konzession zum Bau einer Glashütte im Amt Gräfenthal oberhalb der Königswiese. Sie erhielt den Namen „Ernstthal“ und war Ausgangspunkt der späteren Besiedelung. In Ernstthal wurden vorwiegend Medizinglas, Instrumente, Geschirr und farbige Glasperlen sowie Kunstsachen gefertigt. Der aus einfachen Verhältnissen stammende Septimus L.F. Böhm – „der alte Sepp“ – galt als Meister der Glasbläserkunst und war auf lebendige Tiergestalten spezialisiert.
Mit der Erteilung des Hüttenprivilegs war auch die Brau-, Schank- und Schlachtkonzession verbunden.
1923 kam die Glashütte Brehmenstall, das heutige Glaswerk Ernstthal, hinzu. Von 1907 bis 1932 war Ernstthal Sitz der Glasbläsergenossenschaft des Meininger Oberlandes e. G. Unweit des Bahnhofs Ernstthal befand sich auch das gemeinsame Lager der Genossenschaftsmitglieder. Es war später ein Betriebsteil des VEB Thüringer Glasschmuck Lauscha und ist heute Sitz der Krebs Glas Lauscha GmbH.
Ernstthal wurde im April 1945 von US-Truppen besetzt und Ende Juni an die Rote Armee weitergegeben. Damit wurde es Teil der SBZ und ab 1949 der DDR. Hinter dem Gefallenendenkmal verkündete ein Schild den „Endpunkt des Rennsteigs“ und das Sperrgebiet vor der DDR-Grenze begann. In diesem befand sich im Forsthaus Am Brand bei Spechtsbrunn, ergänzt mit Finnhütten, ein Ferienobjekt des MfS.
Seit dem 17. November 1995 gehört Ernstthal zur Stadt Lauscha.

## Kultur und Sehenswürdigkeiten

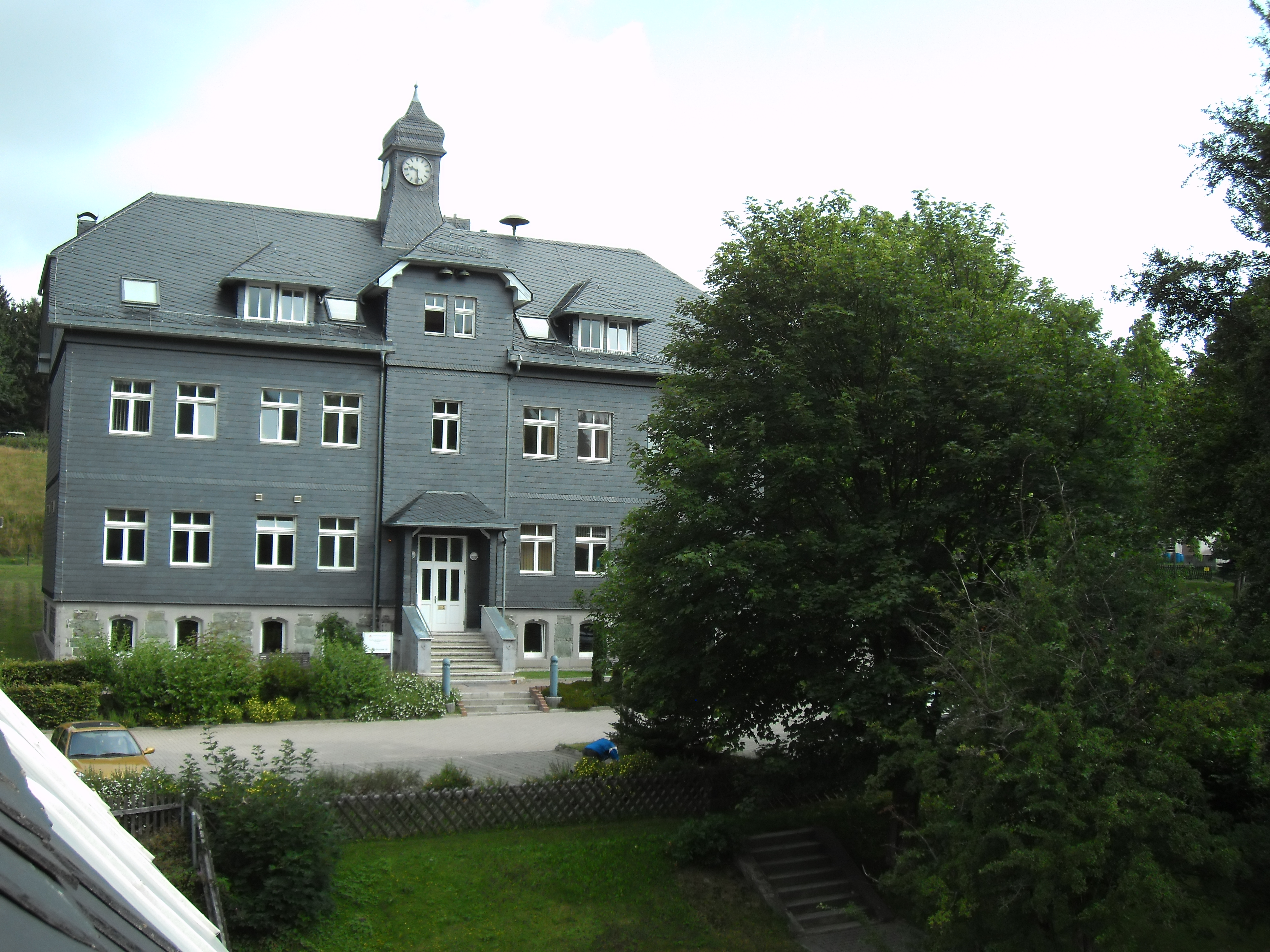
Die Ernstthaler Schule

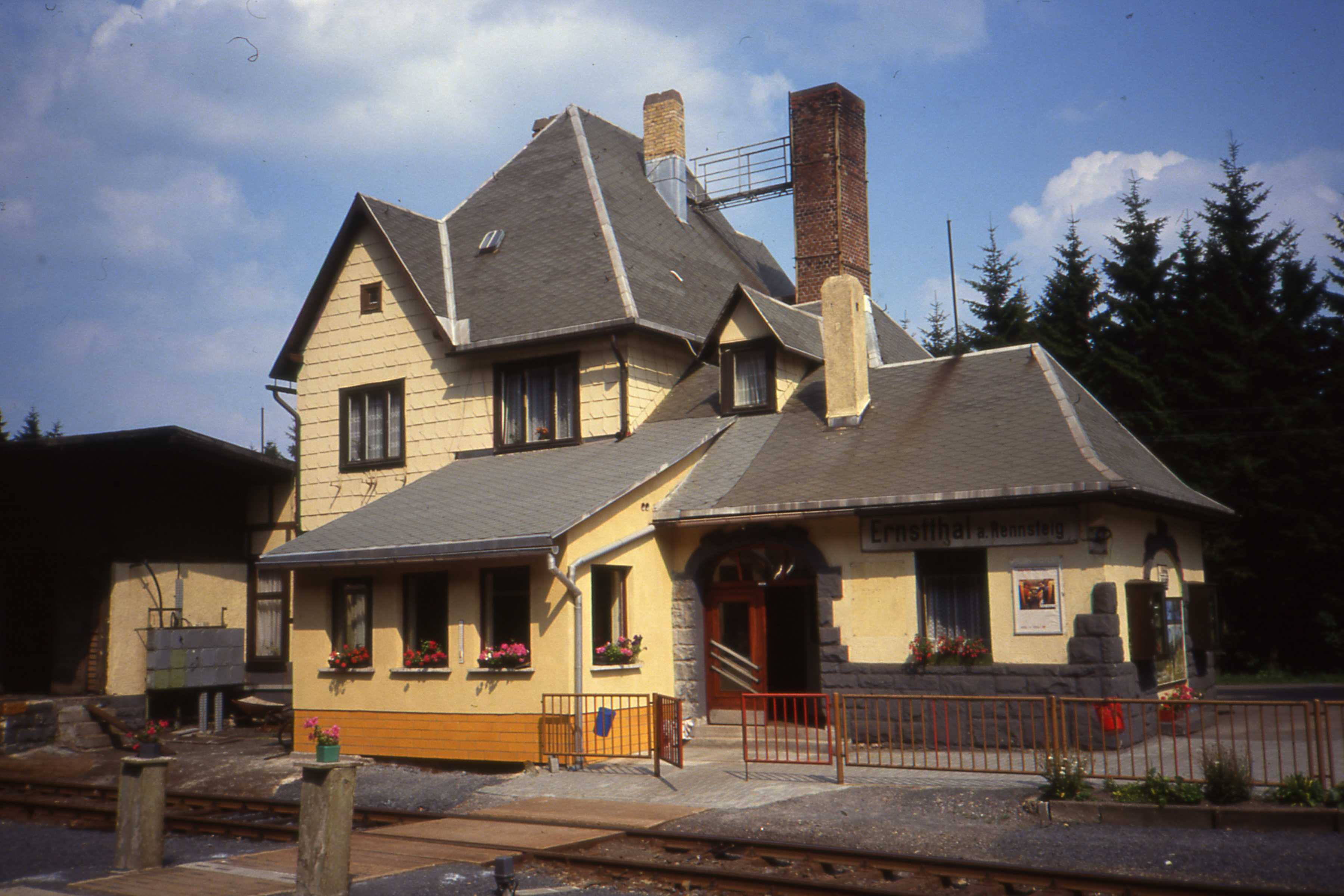
Bahnhofsgebäude Ernstthal am Rennsteig

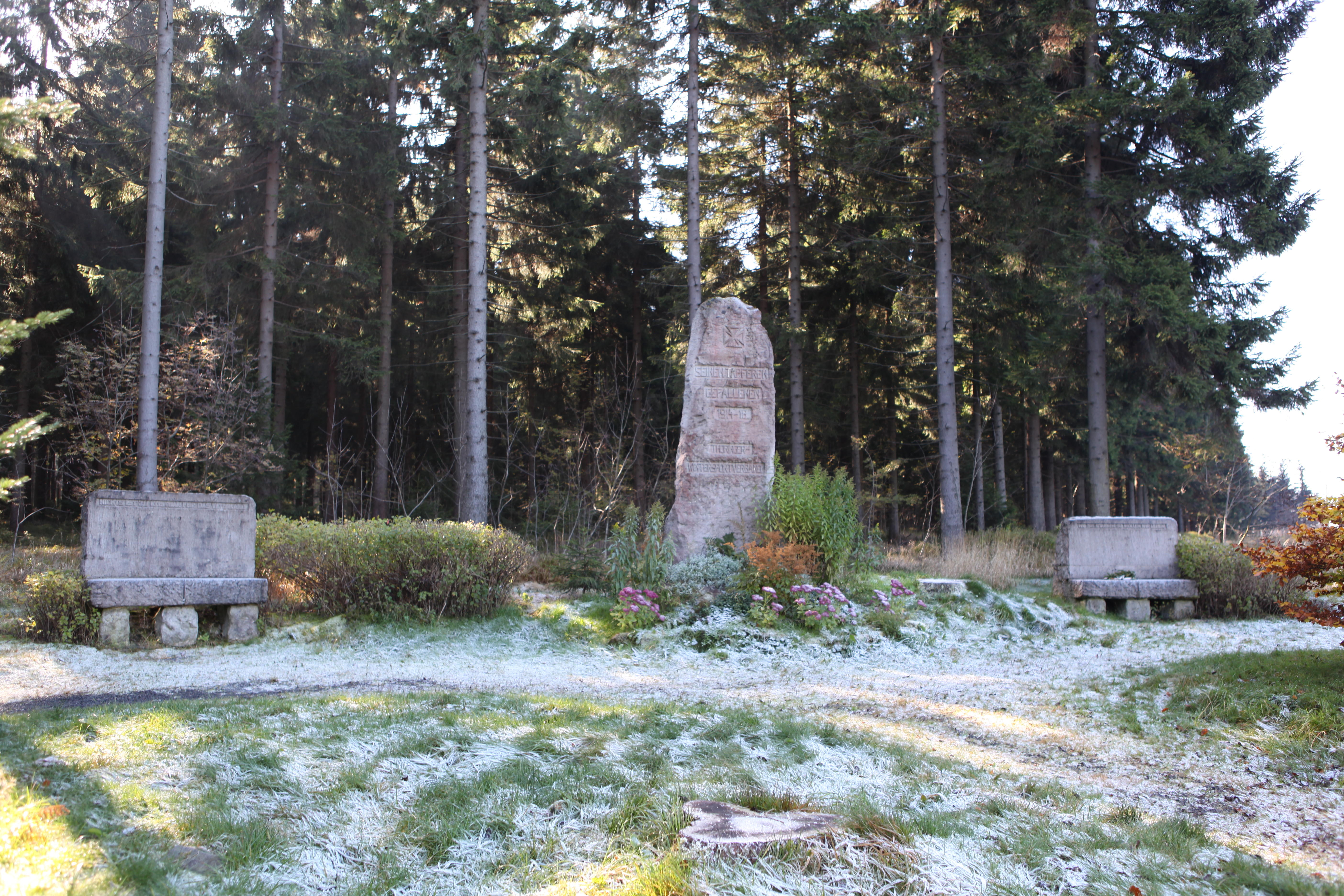
Denkmal für die im Ersten Weltkrieg Gefallenen des Thüringer Wintersportverbandes

Das markanteste Gebäude und der optische Mittelpunkt des Dorfes ist die am 27. November 1905 eingeweihte Schule, die nach der Wende von engagierten Bürgern vor dem Verfall gerettet und als soziales Begegnungszentrum Haus der Selbsthilfe des Sozialen Bildungswerks in Thüringen e. V. einer neuen Nutzung zugeführt wurde. Daraus entstand inzwischen das Sozialtherapeutische Centrum „Sturmheide“ in Trägerschaft der Kontext Ilmenau, Gemeinnützige Gesellschaft für psychosoziale Dienste mbH.
Direkt am Rennsteig und etwas entfernt vom eigentlichen Ortskern wurde 1913 der Bahnhof Ernstthal am Rennsteig als Endpunkt der Bahnstrecke Coburg–Ernstthal am Rennsteig errichtet. In Ernstthal mündet die Strecke in die Bahnstrecke Probstzella–Neuhaus am Rennweg. Der Verkehr auf dem Streckenabschnitt nach Probstzella und weiter nach Saalfeld ist seit 1997 eingestellt.
In unmittelbarer Nähe zum Bahnhofs entspringt der Kieselbach, einer der Quellflüsse der Lichte. Die Eisenbahnstrecke und der Kieselbach folgen dem Finsteren Grund bis zur Ortschaft Lichte.
An der Kreuzung des Rennsteiges mit der Landstraße nach Piesau steht ein Denkmal aus Muschelkalk für die im Ersten Weltkrieg Gefallenen des Thüringer Wintersportverbandes. Es ist ein Werk des Sonneberger Steinmetzes R. Holland und wurde am 4. September 1921 eingeweiht. Aus Ernstthal stammte der Skispringer Karl Böhm-Hennes, der 1914 im Ersten Weltkrieg fiel.
Die Ernstthäler werden von den Bewohnern der Nachbarorte „Mondstürer“ genannt, weil um 1900 die beiden Ernstthäler Arno und Fritz nach einer stimmungsvollen Bierrunde im Gasthaus Dores auf den Pappenheimer Berg stiegen und versuchten, mit einer Holzstange nach dem Mond zu „stüren“.

### Kulturelle und regelmäßige Veranstaltungen
- Juli: Glasmacher- und Mondstürerfest (Volksfest)
- Juli: Start und Ziel der seit 2001 jährlich stattfindenden Oldtimer Mittelgebirgsfahrt

## Freizeitmöglichkeiten
Für Wintersportler stehen am Pappenheimer Berg ein Ski-Lift und drei Ski-Pisten zur Verfügung. Für Skilangläufer sind zahlreiche Loipen gespurt. Daneben gibt es eine Sommerrodelbahn am Pappenheimer Berg. Mit einer Länge von 1300 m zählt sie mit zu den längsten Anlagen im Thüringer Wald.

## Wirtschaft und Infrastruktur

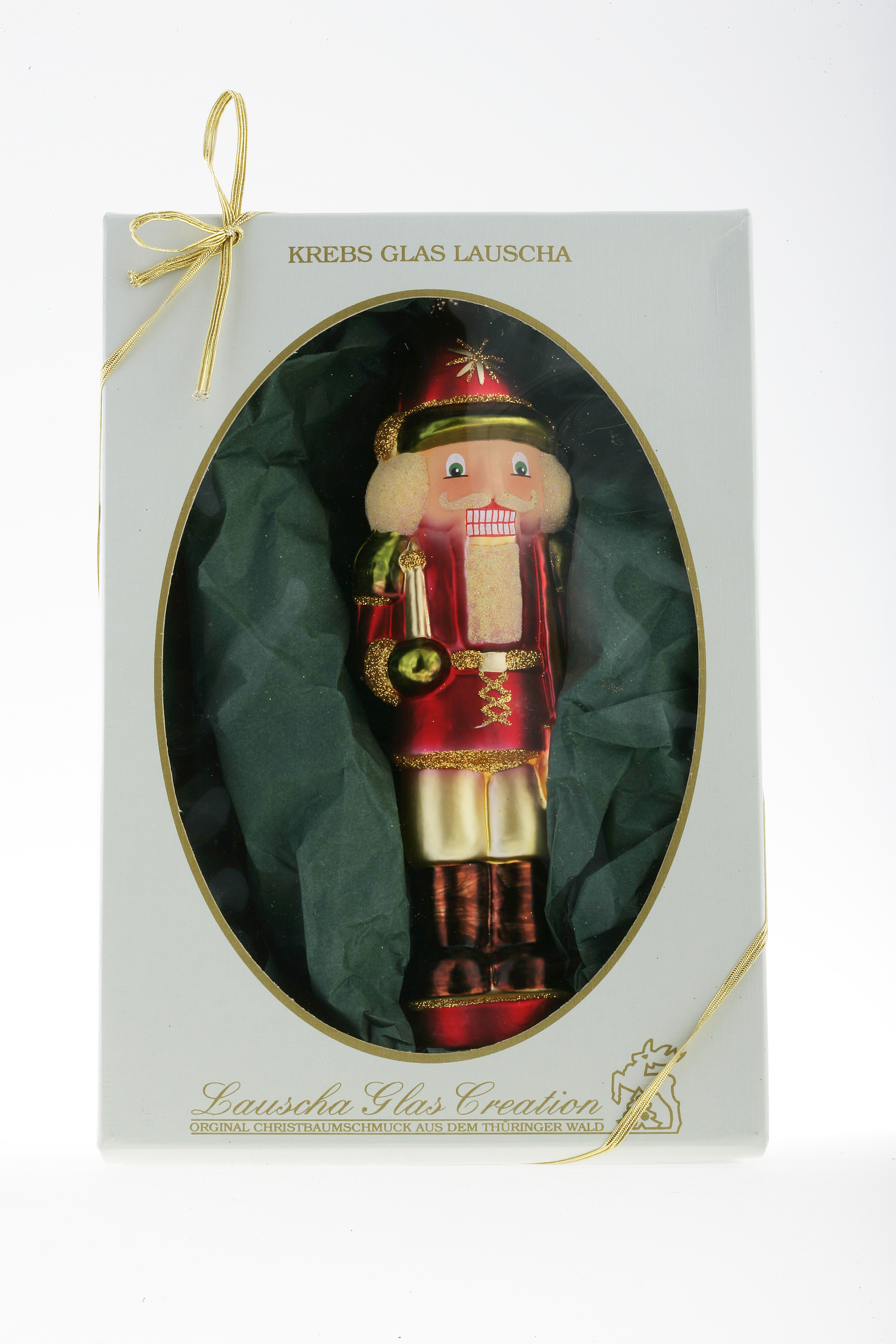
Christbaumschmuck der Krebs Glas Lauscha

### Industrie
Wie in der gesamten Region prägt die Glasindustrie die Wirtschaft. Neben dem Kleingewerbe sind in Ernstthal zwei mittelständische Unternehmen angesiedelt, das Wiegand-Glas-Werk Ernstthal und die Krebs Glas Lauscha GmbH.

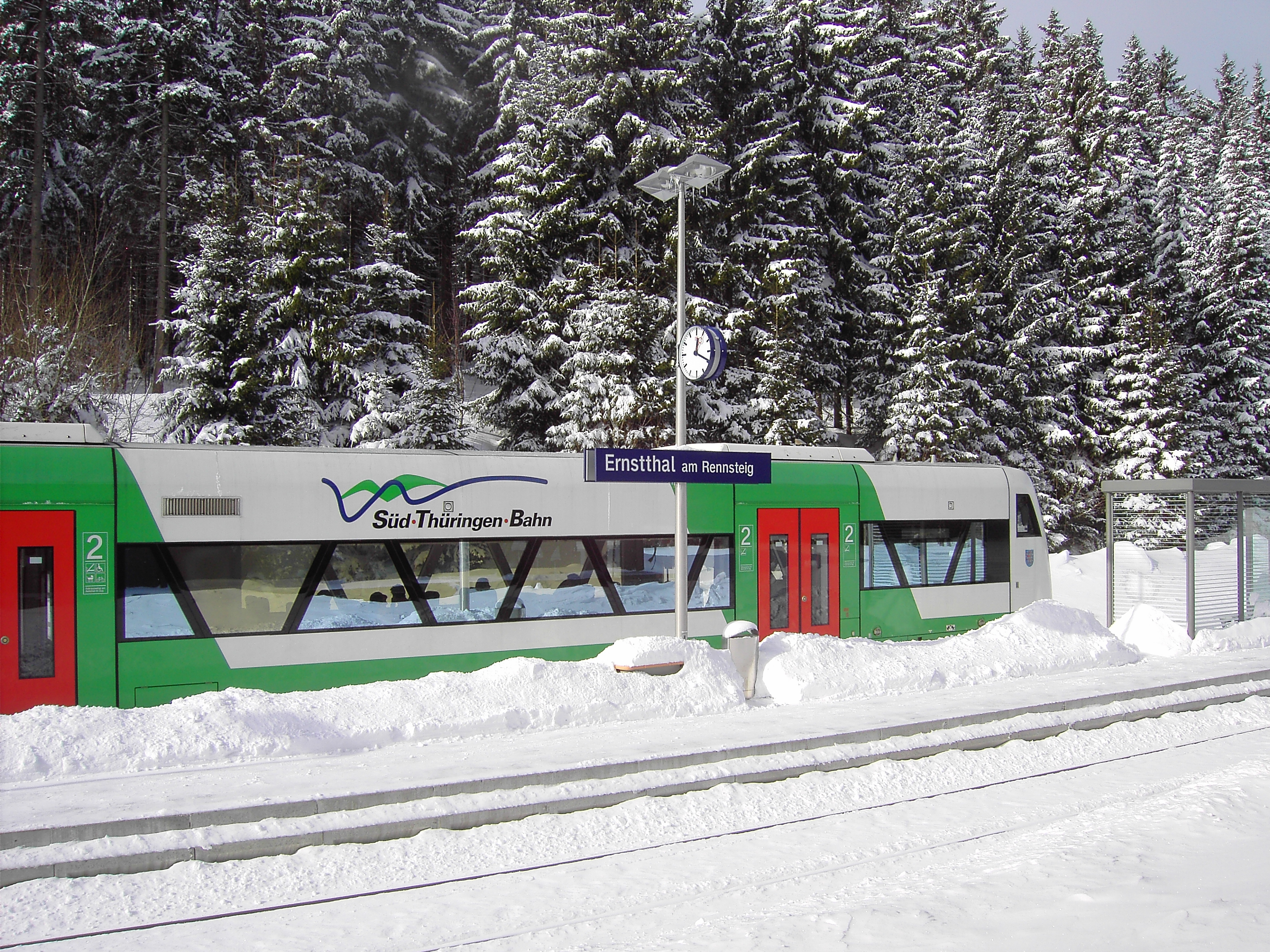
Der Bahnhof in Ernstthal mit einem Zug der Süd-Thüringen-Bahn

### Verkehrsanbindung
Ernstthal liegt an der Landesstraße L 1149 zwischen Lauscha und Piesau. Zudem besteht Anschluss an die L 1145 zwischen Lauscha und Neuhaus am Rennweg. Ernstthal besitzt einen Eisenbahnanschluss an der Bahnstrecke Coburg–Ernstthal am Rennsteig und der bis auf den Abschnitt in Richtung Neuhaus am Rennweg stillgelegten Bahnstrecke Probstzella–Neuhaus am Rennweg. Durch Stilllegung des Streckenastes nach Probstzella wurde Ernstthal zum Kopfbahnhof an der Linie Sonneberg–Neuhaus.

## Persönlichkeiten

### Söhne und Töchter des Ortes
- Wally Eichhorn-Nelson (1896–1986), Schriftstellerin
- Hermann Scheler (1911–1972), Philosoph
- Hartmut Bechmann (1939–2013), Kunstglasbläser, Glasgestalter und -künstler sowie Bildhauer
- Doris Greiner-Mai (1945–2020), Bauingenieurin, Fachjournalistin und Chefredakteurin

### Personen mit Bezug zu Ernstthal
- Karl Böhm-Hennes (1891–1914), Skisportler